# В'язівка (Базарно-Карабулацький район)
В'язівка (рос. Вязовка) — село у Базарно-Карабулацькому районі Саратовської області Російської Федерації.
Населення становить 753  особи. Належить до муніципального утворення В'язовське муніципальне утворення.

## Історія
Населений пункт розташований у межах українського історичного та культурного регіону Жовтий Клин.
Від 23 липня 1928 року в складі Базарно-Карабулацького району Вольського округу Нижньо-Волзького краю. До цього належав до Саратовського повіту Саратовської губернії.
З 1934 року підпорядковується Саратовському краю, з 1936 року — в складі Саратовської області.
Згідно із законом N 111-ЗСО від 29 грудня 2004 року органом місцевого самоврядування є В'язовське муніципальне утворення.

## Населення
| 2010 | 2012 | 2013 | 2014 | 2015 | 2016 | 2017 |
| ---- | ---- | ---- | ---- | ---- | ---- | ---- |
| 1029 | ↘961 | ↘908 | ↘870 | ↘852 | ↘812 | ↘784 |
| 2018 |      |      |      |      |      |      |
| ↘753 |      |      |      |      |      |      |